# Kretowisko

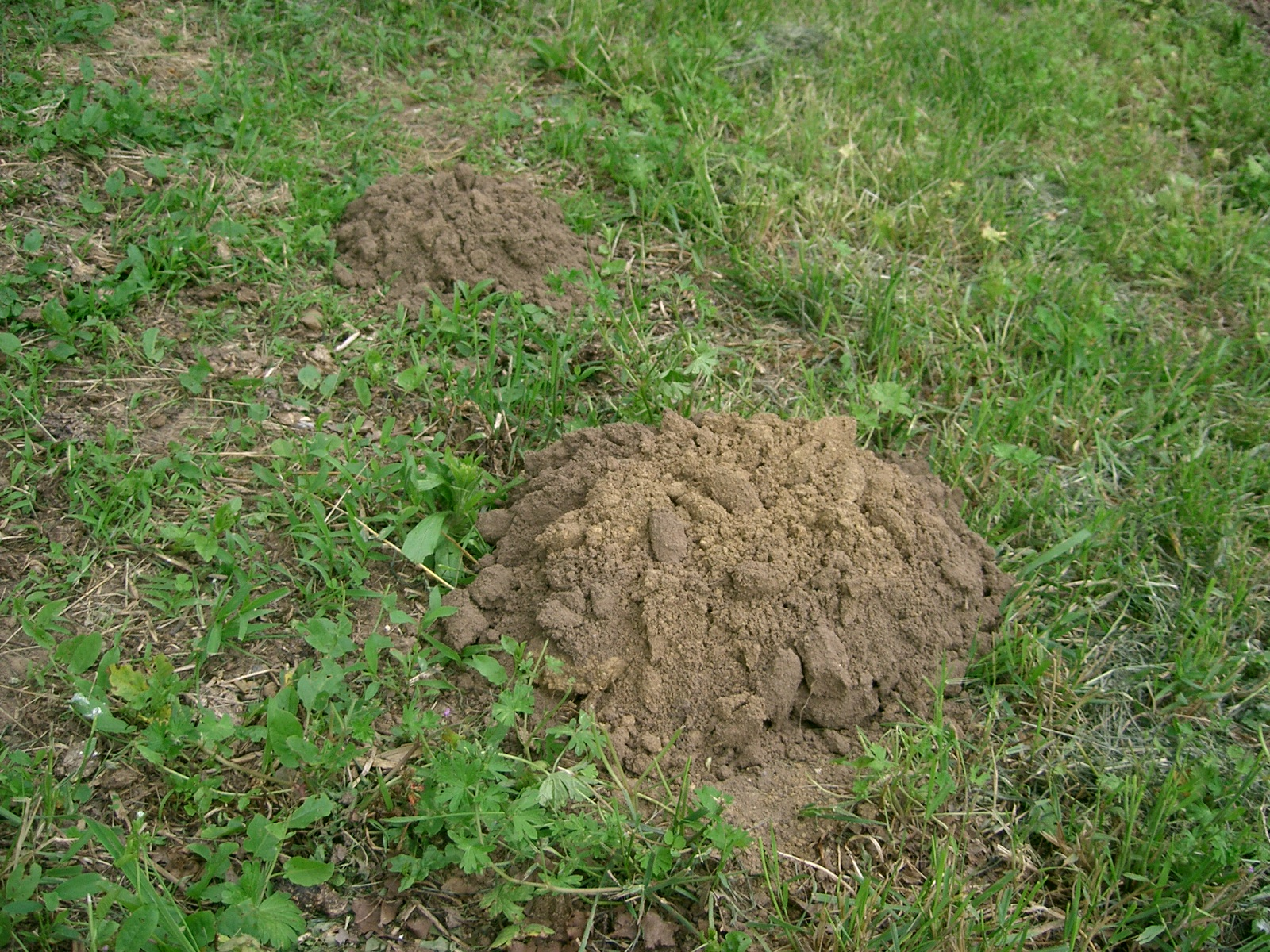
Kretowisko

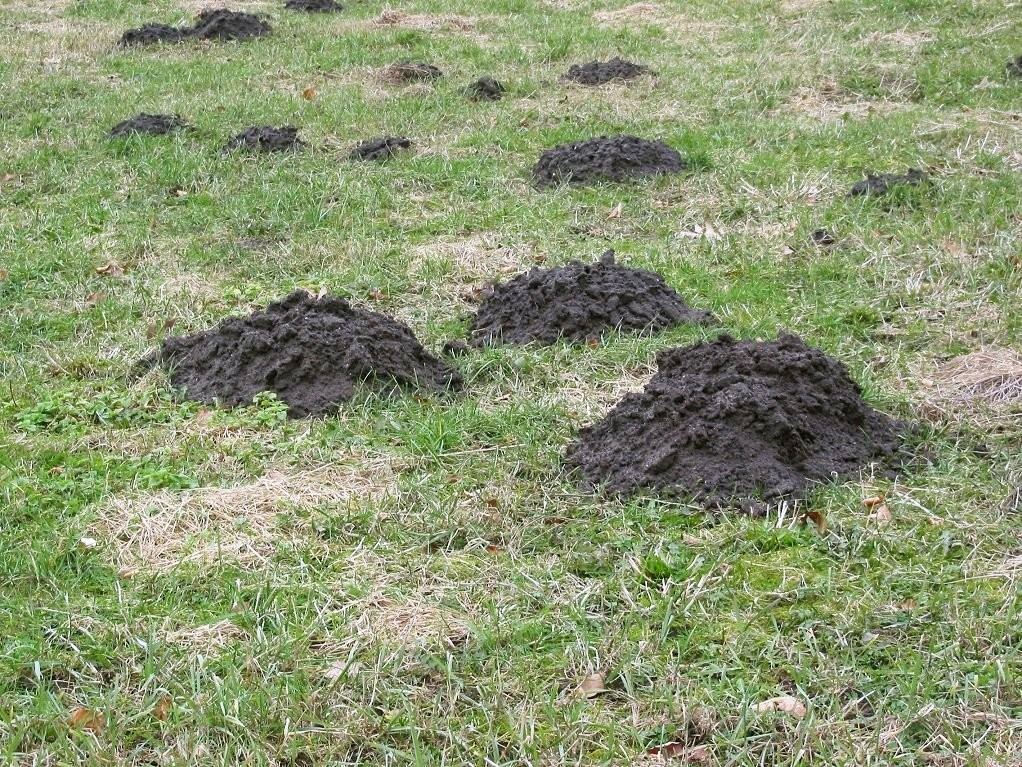
Kilka linii kretowisk

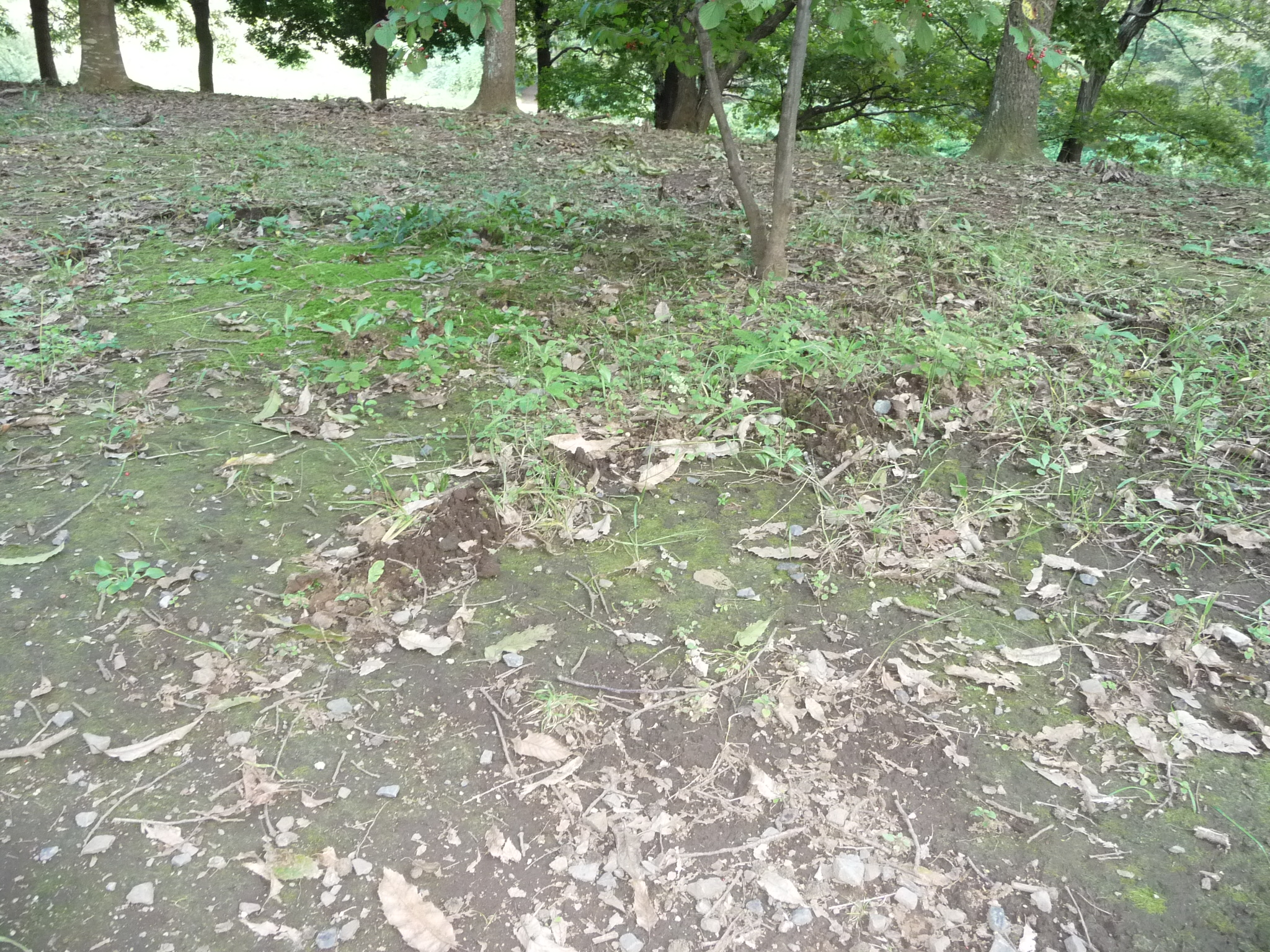
Podłużne kretowisko w japońskim mieście Chiba (13 października 2008 roku)

Kretowisko – kopiec gleby wznoszony przez małe ssaki zamieszkujące nory – kretowate (np. kret europejski), nornikowate, ślepcowate i krety workowate. Nierzadko są jedyną oznaką obecności zwierzęcia widoczną na powierzchni gruntu.
Kretowiska to materiały pozostałe z kopania lub naprawiania nor, dlatego zazwyczaj są znajdowane tam, gdzie zwierzę buduje nowe nory lub gdzie już istniejące są zniszczone (na przykład przez pasące się zwierzęta gospodarskie). Tam, gdzie krety ryją pod korzeniami drzew lub krzewów, korzenie utrzymują tunel, kretowisk jest mniej i nawet spora populacja zwierząt może pozostać niezauważona.
Kretowiska występują często w linii wzdłuż podziemnego korytarza, lecz w niektórych przypadkach mogą być położone nie nad samymi korytarzami, lecz na końcach krótkich tuneli bocznych.
Kretowiska są często wykorzystywane jako łatwo dostępne amatorskie źródło gleby w celach ogrodniczych.
Kretowiska na łąkach i pastwiskach należy rozrzucać, gdyż niszczą one rośliny, które się pod nimi znajdują, ułatwiają zachwaszczenie i tworzą nierówności, które są przeszkoda w koszeniu.